# Phil Parkinson
Philip John Parkinson, né le 1er décembre 1967 à Chorley, est un footballeur anglais reconverti comme entraîneur de football.

## Biographie

### Carrière de joueur
Formé à Southampton, Parkinson quitte le club sans disputer le moindre match en 1988 pour rejoindre le Bury FC où il fait ses débuts en troisième division la même année. À la suite de la relégation du club en 1992, il rejoint Reading.
Durant son temps avec les Royals, Parkinson évolue entre la troisième et la deuxième division, disputant 361 matchs en championnat et étant nommé joueur de l'année deux fois de suite en 1998 et 1999. Il prend sa retraite au cours de la saison 2002-2003 pour se consacrer à sa carrière d'entraîneur.

### Carrière d'entraîneur

#### Débuts à Colchester United et Hull City (2003-2006)
Peu après son départ de Reading, Parkinson obtient son premier poste d'entraîneur en rejoignant Colchester United en février 2003. Après avoir maintenu le club en troisième division, il le mène successivement à une onzième puis une quinzième place avant de décrocher une promotion en deuxième division à l'issue de la saison 2005-2006 en finissant deuxième du championnat. Il démissionne lors du mois de juin 2006.
Parkinson est nommé entraîneur de Hull City quelques jours plus tard. Il est cependant renvoyé dès le mois de décembre alors que le club se trouve dans la zone de relégation.

#### Charlton Athletic (2008-2011)
Parkinson rejoint Charlton Athletic en janvier 2007 en tant qu'assistant d'Alan Pardew, avec qui il avait travaillé à Reading. Il est notamment approché par Huddersfield Town durant le mois d'avril 2007. Le départ de Pardew en novembre 2008 le voit assurer l'intérim dans un premier temps avant d'être nommé définitivement le 31 décembre. Il ne peut cependant empêcher la relégation du club en troisième division à l'issue de la saison.
La saison suivante est plus positive pour les Addicks qui finissent à une quatrième place synonyme de barrages de promotion ; l'aventure est cependant très courte, Charlton étant défait lors du premier match sur le score de 2-1 avant de renverser la tendance lors du match retour et d'obtenir une séance de penalty, finalement perdue sur le score de 5-4. Après un début de saison 2010-2011 compliqué, Parkinson est renvoyé le 4 janvier 2011.

#### Bradford City (2011-2016)
Parkinson est nommé entraîneur de Bradford City, en quatrième division, le 28 août 2011. Après une dix-huitième place à l'issue de la saison 2011-2012, il emmène dans un premier temps les Bantams à une finale de Coupe de la Ligue face à Swansea City, après avoir notamment battu Arsenal puis Aston Villa, finalement perdue 5-0 ; en championnat, le club atteint une septième place qualificative pour les barrages de promotion où, après avoir éliminé Burton Albion sur le score cumulé de 5-4, il obtient son accession en troisième division en l'emportant largement face à Northampton Town sur le score de 3-0.
Après avoir mené le club successivement à une onzième puis une septième place en championnat, il obtient une nouvelle place en barrages en finissant cinquième lors de la saison 2015-2016 ; Bradford est cependant éliminé dès les demi-finales par Millwall sur le score cumulé de 4-2. Parkinson quitte le club lors du mois de juin 2016 pour rejoindre Bolton Wanderers, tout juste relégué de deuxième division.

#### Bolton Wanderers (2016-2019)
La première saison de Parkinson à Bolton se conclut par la promotion directe du club en Championship et une deuxième place en championnat. Après avoir maintenu le club à l'issue de la saison 2017-2018, Bolton tombe en proie à des difficultés financières croissantes et ne peut éviter la relégation lors de l'exercice suivant. Maintenu dans ses fonctions, la situation du club ne s'améliore pas dans les premières semaines de la saison 2019-2020, Parkinson étant notamment obligé d'aligner continuellement une équipe composée principalement de jeunes joueurs du centre de formation du fait du manque de joueurs seniors. Il décide finalement de démissionner le 21 août 2019 après trois matchs de championnat.

#### Sunderland AFC (2019-2020)
Parkinson est nommé à la tête du Sunderland AFC le 17 octobre 2019.

## Statistiques

### En tant que entraîneur
| Saison                     | Club                       | Championnat                | Championnat | Championnat | Championnat | Championnat | Coupe nationale | Coupe nationale | Coupe nationale | Coupe nationale | Total | Total | Total | Total | % Victoires |
| Saison                     | Club                       | Division                   | M           | V           | N           | D           | M               | V               | N               | D               | M     | V     | N     | D     | % Victoires |
| -------------------------- | -------------------------- | -------------------------- | ----------- | ----------- | ----------- | ----------- | --------------- | --------------- | --------------- | --------------- | ----- | ----- | ----- | ----- | ----------- |
| 2002-2003                  | Colchester United          | Second division            | 14          | 6           | 5           | 3           | -               | -               | -               | -               | 14    | 6     | 5     | 3     | 42,85%      |
| 2003-2004                  | Colchester United          | Second division            | 46          | 17          | 13          | 16          | 15              | 9               | 4               | 2               | 61    | 26    | 17    | 18    | 42,62%      |
| 2004-2005                  | Colchester United          | League One                 | 46          | 14          | 17          | 15          | 9               | 5               | 2               | 2               | 55    | 19    | 19    | 17    | 34,54%      |
| 2005-2006                  | Colchester United          | League One                 | 46          | 22          | 13          | 11          | 11              | 7               | 0               | 4               | 57    | 29    | 13    | 15    | 50,87%      |
| Total à Colchester United  | Total à Colchester United  | Total à Colchester United  | 152         | 59          | 48          | 45          | 35              | 21              | 6               | 8               | 187   | 80    | 54    | 53    | 42,78%      |
| 2006-2007                  | Hull City                  | Championship               | 21          | 4           | 5           | 12          | 3               | 1               | 1               | 1               | 24    | 5     | 6     | 13    | 20,83%      |
| 2008-2009                  | Charlton Athletic          | Championship               | 28          | 4           | 11          | 13          | 3               | 1               | 1               | 1               | 31    | 5     | 12    | 14    | 16,12%      |
| 2009-2010                  | Charlton Athletic          | League One                 | 48          | 24          | 15          | 9           | 4               | 1               | 0               | 3               | 52    | 25    | 15    | 12    | 48,07%      |
| 2010-2011                  | Charlton Athletic          | League One                 | 22          | 9           | 7           | 6           | 9               | 5               | 2               | 2               | 31    | 14    | 9     | 8     | 45,16%      |
| Total au Charlton Athletic | Total au Charlton Athletic | Total au Charlton Athletic | 98          | 37          | 33          | 28          | 16              | 7               | 3               | 6               | 114   | 44    | 36    | 34    | 38,59%      |
| 2011-2012                  | Bradford City              | League Two                 | 41          | 11          | 13          | 17          | 7               | 4               | 1               | 2               | 48    | 15    | 14    | 19    | 31,25%      |
| 2012-2013                  | Bradford City              | League Two                 | 49          | 20          | 15          | 14          | 14              | 5               | 5               | 4               | 63    | 25    | 20    | 18    | 39,68%      |
| 2013-2014                  | Bradford City              | League One                 | 46          | 14          | 17          | 15          | 3               | 0               | 0               | 3               | 49    | 14    | 17    | 18    | 28,57%      |
| 2014-2015                  | Bradford City              | League One                 | 46          | 17          | 14          | 15          | 12              | 7               | 2               | 3               | 58    | 24    | 16    | 18    | 41,37%      |
| 2015-2016                  | Bradford City              | League One                 | 48          | 23          | 12          | 13          | 7               | 2               | 3               | 2               | 55    | 25    | 15    | 15    | 45,45%      |
| Total à Bradford City      | Total à Bradford City      | Total à Bradford City      | 230         | 85          | 71          | 74          | 43              | 18              | 11              | 14              | 273   | 103   | 82    | 88    | 37,72%      |
| 2016-2017                  | Bolton Wanderers           | League One                 | 46          | 25          | 11          | 10          | 8               | 3               | 1               | 4               | 54    | 28    | 12    | 14    | 51,85%      |
| 2017-2018                  | Bolton Wanderers           | Championship               | 46          | 10          | 13          | 23          | 4               | 2               | 0               | 2               | 50    | 12    | 13    | 25    | 24%         |
| 2018-2019                  | Bolton Wanderers           | Championship               | 46          | 8           | 8           | 30          | 3               | 1               | 0               | 2               | 49    | 9     | 8     | 32    | 18,36%      |
| 2019-2020                  | Bolton Wanderers           | League One                 | 3           | 0           | 1           | 2           | 1               | 0               | 0               | 1               | 4     | 0     | 1     | 3     | 0%          |
| Total à Bolton Wanderers   | Total à Bolton Wanderers   | Total à Bolton Wanderers   | 141         | 43          | 33          | 65          | 16              | 6               | 1               | 9               | 157   | 49    | 34    | 74    | 31,21%      |
| 2019-2020                  | Sunderland AFC             | League One                 | 25          | 11          | 7           | 7           | 5               | 0               | 2               | 3               | 30    | 11    | 9     | 10    | 36,66%      |
| 2020-2021                  | Sunderland AFC             | League One                 | 13          | 6           | 5           | 2           | 5               | 2               | 1               | 2               | 18    | 8     | 6     | 4     | 44,44%      |
| Total à Sunderland AFC     | Total à Sunderland AFC     | Total à Sunderland AFC     | 38          | 17          | 12          | 9           | 10              | 2               | 3               | 5               | 48    | 19    | 15    | 14    | 39,58%      |
| 2021-2022                  | Wrexham AFC                | National League            | 45          | 26          | 10          | 9           | 1               | 0               | 0               | 1               | 46    | 26    | 10    | 10    | 56,52%      |
| 2022-2023                  | Wrexham AFC                | National League            | 46          | 34          | 9           | 3           | 5               | 3               | 1               | 1               | 51    | 37    | 10    | 4     | 72,54%      |
| 2023-2024                  | Wrexham AFC                | League Two                 | 46          | 26          | 10          | 10          | 10              | 6               | 2               | 2               | 56    | 32    | 12    | 12    | 57,14%      |
| 2024-2025                  | Wrexham AFC                | League One                 | 45          | 26          | 11          | 8           | 9               | 5               | 2               | 2               | 54    | 31    | 13    | 10    | 57,40%      |
| Total a Wrexham AFC        | Total a Wrexham AFC        | Total a Wrexham AFC        | 182         | 112         | 40          | 30          | 25              | 14              | 5               | 6               | 207   | 126   | 45    | 36    | 60,86%      |
| Total sur la carrière      | Total sur la carrière      | Total sur la carrière      | 862         | 357         | 242         | 263         | 148             | 69              | 30              | 49              | 1010  | 426   | 272   | 312   | 42,17%      |

## Palmarès
En tant que joueur, Phil Parkinson remporte la troisième division anglaise avec Reading au terme de la saison 1993-1994. Il obtient également la promotion en deuxième division anglaise avec cette même équipe lors de la saison 2001-2002.
En tant qu'entraîneur, il est notamment finaliste de la Coupe de la Ligue en 2013 avec Bradford City, club avec lequel il remporte également les barrages de promotion de la quatrième division en 2013. Il est également vice-champion de troisième division avec Colchester United en 2006 puis avec Bolton Wanderers en 2017.